# Lac Upper Peninsula
Pour les articles homonymes, voir Upper Peninsula.
Le lac Upper Peninsula (en anglais : Upper Peninsula Lake) est un lac américain dans le comté de Tuolumne, en Californie. Il est situé à 2 778 mètres d'altitude au sein de la Yosemite Wilderness, dans le parc national de Yosemite.